# Moscheea Esmahan Sultan din Mangalia
Moscheea „Esmahan Sultan” din Mangalia este cel mai vechi lăcaș de cult musulman încă existent în România, ridicat în anul 1575. Este înconjurată de cimitirul islamic ce conține morminte vechi de peste 300 de ani.
Clădirea, situată pe str. Oituz nr. 1, este înscrisă în Lista monumentelor istorice din județul Constanța cu codul LMI CT-II-m-A-02901 sub numele de Geamia „Esmahan Sultan”.
Comunitatea turco-tătară numără la Mangalia, în prezent, mai bine de 3.100 de credincioși musulmani. Dintre aceștia, vârstnicii sunt cei care vin în fiecare zi la rugăciunile rituale. Foarte mulți credincioși participă la rugăciune cu ocazia celor două mari sărbători islamice, Eid ul-Fitr sau Ramazan Bayram (Sărbătoarea Ruperii Postului) și Eid al-Adha sau Kurban Bayram (Sărbătoarea Sacrifciului).
În prezent geamia poate fi vizitată de turiști și locuitorii orașului, iar hogea Halil Ismet de la Esmahan Sultan le prezintă acestora istoria lăcașului de cult.

## Istoric
Moscheea a fost construită în anul 1575 de Esmehan Sultan, fiica sultanului Selim al II-lea (1566-1574), care era soția marelui vizir Sokollu Mehmed Pașa. Geamia este înconjurată de un cimitir musulman, la fel de valoros prin vechimea sa, atât din punct de vedere cultural, cât și spiritual, ce conține morminte vechi de peste 300 de ani.
La construcția moscheii s-a folosit piatră luată din zidurile cetății Callatis. Fântâna rituală, aflată în curtea geamiei, a fost construită cu piatră provenită dintr-un vechi mormânt roman.
După 1989 moscheea a fost reamenajată cu ajutorul Primăriei Municipiului Mangalia. În perioada comunistă instituția de cult fusese năpădită de buruieni, iar cimitirul nu mai era delimitat de niciun fel de gard. La câțiva ani după Revoluție, mormintele turcești, vechi de peste 300 de ani, precum și moscheea propriu-zisă, au fost recondiționate, iar curtea a fost împrejmuită cu un gard înalt. 
În anul 2008 au avut loc lucrări de refacere din temelii a moscheii. Acoperișul a fost decopertat spre a fi înlocuit cu unul nou. În interior s-a refăcut tencuiala iar minaretul, care era foarte înclinat, a fost adus la starea inițială. S-a refăcut și fântâna din curte, ce fusese astupată în 1959, iar apa va fi folosită din nou pentru ritualul spălării morților. Prețul lucrărilor este de peste un milion de euro, sumă suportată în întregime de Capa Tunc, fost bancher și proprietar al unui mall din București.